# 市場-法蘭克福線
市場-法蘭克福線（英語：Market–Frankford Line），簡稱MFL，又稱L线、藍線，是美國賓夕法尼亞州費城的兩條地鐵路線之一，由賓夕法尼亞州東南地區交通局（SEPTA）營運。此線由西費城外上達比鎮的69街交通中心開始，前往近東北費城的法蘭克福交通中心。平日日均客量超過18萬7000人次，是SEPTA系統內最繁忙的路線。全線同時有高架和地下段。費城市區同時還可轉乘港務局交通公司高速線前往肯頓和林登沃爾德。

## 路線
市場-法蘭克福線由上達比鎮的69街交通中心。路線在地面向東並在米爾本以北經過，並由此進入費城，以高架鐵路跨過市場街直至46街，之後轉向北和東，再在44街下降至地下。在42街，隧道回到市場街的排列。
在32街，帶着費城有軌電車的隧道併入路線。市場-法蘭克福線位於中央，有軌電車軌道位於兩側。30街站包括一個島式月台兩條軌道供市場-法蘭克福線列車使用，以及外面被「牆」擋住的月台供有軌電車10、11、13、34及36號線使用。在下穿斯庫爾基爾河後，向東的下一站是15街，有軌電車則同時在22街和19街設有車站。15街是市場-法蘭克福線、有軌電車和寬街線的中央轉㤻站。有軌電車軌道在松柏街和市場街路口下方，上跨寬街線後的一個環形迴車道後結束。
之後隧道以直線下穿費城市政廳。1936年以前，原初的市場-法蘭克福線軌道在15街和13街車站之間分離，並沿市政廳地基形成迴圈（東行列車由北側沿南側轉回成為西行列車）。原初的軌道配置現時由有軌電車使用，它們通過市政廳以南以後回到13街站（以及在寬街線市政廳站南行月台天花板架橋通過）。市場街隧道繼續向東前往前線街，之後轉向北，並在I-95正中央爬升至地面。鐵路線與公路共用路堤約1⁄2 mi（0.8 km），包括春園站（1977年取代法蘭克福高架鐵路的費爾蒙特站）。路線之後下穿南行車道並在高架橋上跨過前線街約1英哩。高架橋之後轉向東北前往肯辛頓大道，約兩英哩後併入法蘭克福大道（路線沿此路至結束）。普拉特街以北，一條往北彎道把路線帶至現時終點站法蘭克福轉運中心，取代舊的橋及普拉特街終點站。

## 車站列表
除特別注明外，其他所有轉乘路線皆由SEPTA營運。
| 中文站名         | 英文站名 | 距離（公里） | 轉乘路線 | 備註                                                  |
| ---------------- | -------- | ------------ | --- | ----------------------------------------------------- |
| 69街交通中心     |          | 0.0          | 101及102線 · 諾里斯敦高速線 · 城市巴士：21、 30、 65、 68 · 市郊巴士：103、 104、 105、 106、 107、 108、 109、 110、 111、 112、 113、 120、 123、 126                                                          | 西端終點站，位於上達比鎮                              |
| 米爾本           |          | 0.6          | | 原名66街，重建車站在2008年6月16日啟用                 |
| 63街             |          | 1.3          | 城市巴士：21、 31 |                                                       |
| 60街             |          | 1.8          | 城市巴士：46、 31 | 重建車站在2007年6月18日啟用                           |
| 56街             |          | 2.4          | 城市巴士：31、 G | 重建車站在2006年2月27日啟用                           |
| 52街             |          | 3.1          | 城市巴士：31、 52 |                                                       |
| 46街             |          | 4.0          | 城市巴士：31、 64 | 重建車站在2008年4月14日啟用                           |
| 40街             |          | 5.1          | 費城有軌電車：10、 11、 13、 34、 36（只限夜間或改道） · 城市巴士：30、 40、 LUCY | 原初車站為高架                                        |
| 34街             |          | 6.0          | 城市巴士：31、 49、 LUCY | 原初車站為高架                                        |
| 30街             |          | 6.6          | 美鐵：東北走廊及拱心石走廊列車（30街站） · 區域鐵路（30街站） · 新澤西交通：大西洋城線（30街站） · 費城有軌電車：10、 11、 13、 34、 36 · 城市巴士：9、 30、 31、 44、 49、 62、 78、 LUCY · 市郊巴士：124、 125 | 位於32街的原初車站為高架                              |
| 15街             |          | 8.2          | 區域鐵路（市郊站） · 寬街線（市政廳） · 費城有軌電車：10、 11、 33、 34、 36 · 城市巴士：4、 16、 17、 27、 31、 32、 33、 38、 44、 48、 62、 78 · 市郊巴士：124、 125                                          | 連接市政廳                                            |
| 13街             |          | 8.7          | 費城有軌電車：10、 11、 33、 34、 36 · 城市巴士：17、 33、 38、 44、 48、 62 · 市郊巴士：124、 125 | 費城有軌電車的東端終點站。連接沃納梅克大廈            |
| 11街             |          | 9.0          | 費城區域鐵路（傑斐遜站） · 城市巴士：23、 45 · 灰狗巴士及新澤西交通巴士（費城灰狗總站） | 連接傑斐遜站及畫廊                                    |
| 第8街            |          | 9.3          | 港務局交通公司高速線 · 寬街-山嶺大道支線 · 城市巴士：47、 61 |                                                       |
| 第5街            |          | 9.7          | 城市巴士：17、 33、 38、 44、 48 | 連接國家獨立歷史公園                                  |
| 第2街            |          | 10.1         | 城市巴士：5、 17、 21（西）、33、 42（西）、48 | 連接舊城區及佩恩上岸點                                |
| 春園             |          | 11.4         | 城市巴士：25、 43 | I-95在1977年興建時取代費爾蒙特站                      |
| 吉拉德           |          | 12.6         | 費城有軌電車15號線 · 城市巴士：5、 25 |                                                       |
| 柏克斯           |          | 13.7         | 城市巴士：3 |                                                       |
| 約克-道芬        |          | 14.3         | 城市巴士：3、 39、 89 | 分為北行約克和南行道芬，車站原名為道芬-約克           |
| 亨廷登           |          | 15.0         | 城市巴士：3、 39、 54 |                                                       |
| 森麻實           |          | 15.4         | 城市巴士：3、 54 |                                                       |
| 阿勒格尼         |          | 16.4         | 城市巴士：3、 60、 89 |                                                       |
| 泰奧加           |          | 17.1         | 城市巴士：3、 89 | 原初車站建於北行側，獲得保留（路線上只有八角建築）    |
| 伊利-托里斯戴爾  |          | 18.2         | 城市巴士：3、 56 | 原名托里斯戴爾                                        |
| 教堂             |          | 19.0         | 城市巴士：3、 5 | 原名魯昂-教堂                                         |
| 亞羅特交通中心   |          | 19.8         | 城市巴士：3、 5、 59、 75、 89、 J、 K | 直至2014年名為馬加利特-正教，原名馬加利特-正教-亞羅特 |
| 法蘭克福交通中心 |          | 20.8         | 城市巴士：3、 5、 8、 14、 19、 20、 24、 25、 26、 50、 58、 66、 67、 73、 84、 88、 R、Boulevard Direct | 東端終點站，車站取代橋-普拉特（法蘭克福終點站）       |

## 延伸閱讀
- Pawson, John R. . John R. Pawson. 1979  [2019-08-16]. ISBN 0-9602080-0-3. （原始内容存档于2016-10-08）.
- Twining, William S. . City of Philadelphia, Department of City Transit. March 30, 1920.

## 外部連結
- Market-Frankford Line （页面存档备份，存于） on SEPTA website
- Historic American Engineering Record (HAER) No. PA-430, "Frankford Elevated"
- HAER No. PA-430-A, "Frankford Elevated, Pratt Street Station"
- HAER No. PA-430-B, "Frankford Elevated, Church Street Station"
- NYCsubway.org – SEPTA Market–Frankford Line （页面存档备份，存于）
- Stan's Railpix – Septa Photo Gallery Page 3* SEPTA Market–Frankford Line Pictures （页面存档备份，存于）